# دانشگاه بریار کلیف

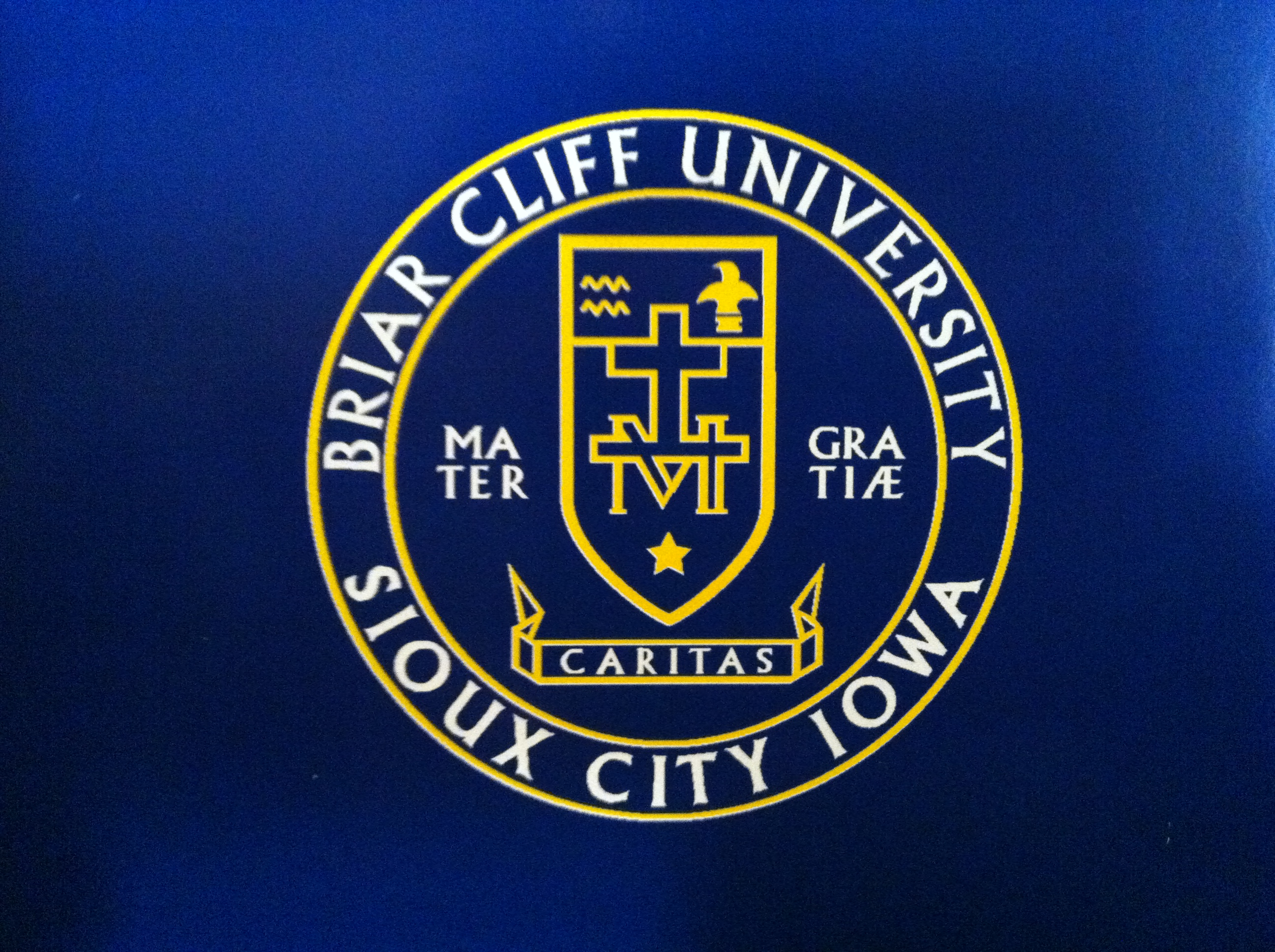

دانشگاه بریار کلیف یک دانشگاه خصوصی فرانسیسکن در سو سیتی، آیووا است. دانشگاه بریار کلیف بر روی یک تپه خوش منظره در حومه شهر سیوکس، آیووا، با فاصله چند دقیقه با مرکز شهر واقع شده‌است.

### تیم بسکتبال
تیم بسکتبال زنان این دانشگاه در مسابقات بسکتبال زنان NAIA حضورهای بیشماری داشته‌است. آخرین حضور این تیم در فصل ۲۰۱۲–۲۰۱۳ بود. آنها سال قبل از آن به فینال رسیدند. برنامه بسکتبال مردان برنده فصل عادی GPAC و عنوان مسابقات در سال‌های ۲۰۱۵–۲۰۱۶ شد. آنها بیست و یک بار در مسابقات ملی NAIA شرکت کرده‌اند. آخرین مورد در فصل ۲۰۱۸–۲۰۱۹ بود، جایی که آنها قبل از حذف به Elite 8 راه یافتند.